# بيت الهادي (الحديدة)

تعديل مصدري - تعديل

بيت الهادي هي إحدى قرى الجمهورية اليمنية. تتبع جغرافيا لمحافظة الحديدة وإداريًا ل[[مديرية التحيتا] عزلة المغرس] التابعة لمحافظة الحديدة اليمنية، بلغ تعداد سكانها 3040 نسمة حسب الإحصاء الذي أجري عام 2004. وتعرف قرية بيت الهادي بدوم الهادي نظرا لوجود شجرة الدوم البري بكثره حول القرية ولكن اختفت هذه الشجرة في الآونة الاخيره وذلك بسبب قطعها واستخدام جذعوها في بناية اغلب منازل القرية وتعتبر قرية بيت الهادي مركزا لعدة قرى وبيوت مجاوره لها اشهرها بيت دروف وبيت الفحيق وقرية جعفر وقرية بني عريج وبيت الحساني وبيت المشرع والحندج وبيت الحربي وعدة بيوت أخرى ويعتمد سكان قرية بيت الهادي على الزراعة وتربية المواشي ويعمل عدد قليل من السكان خارج القرية أغلبهم في مركز المحافظة الحديدة وحيث يوجد في القرية مرفقين حكوميين مدرسة أساسية ثانوية تأسست بجهود ذاتية من أبناء القرية عام 1989م وتم استحداث مبنى جديد للمدرسة بمناقصة حكومية في 2006م. ومشروع مياه. وكذلك وحدة صحيه وهي قيد الإنشاء
وفي العام 2018م تم رسميا افتتاح الوحده الصحية بالقرية